# Zoe Porfirogeneta

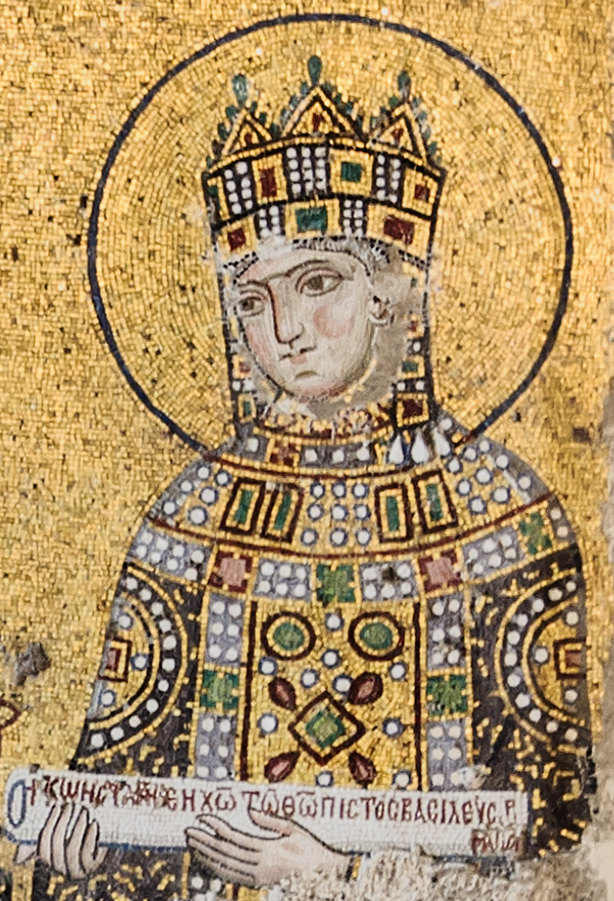
Mozaic cu împărăteasa Zoe din Hagia Sophia.

Zoe (greacă Ζωή, Zōē, având sensul de viață), (n. 978 d.Hr., Constantinopol, Imperiul Roman de Răsărit – d. iunie 1050, Constantinopol, Imperiul Roman de Răsărit) a domnit ca împărăteasă bizantină alături de sora ei Teodora de la 19 aprilie - 11 iunie 1042. Este fiica lui Constantin al VIII-lea. Ea a fost încoronată și ca Împărăteasă Consoartă de mai multe ori la o serie de co-împărați începând cu Romanos al III-lea în 1028 până la moartea ei în 1050 când era căsătorită cu Constantin al IX-lea.